# Bhoga

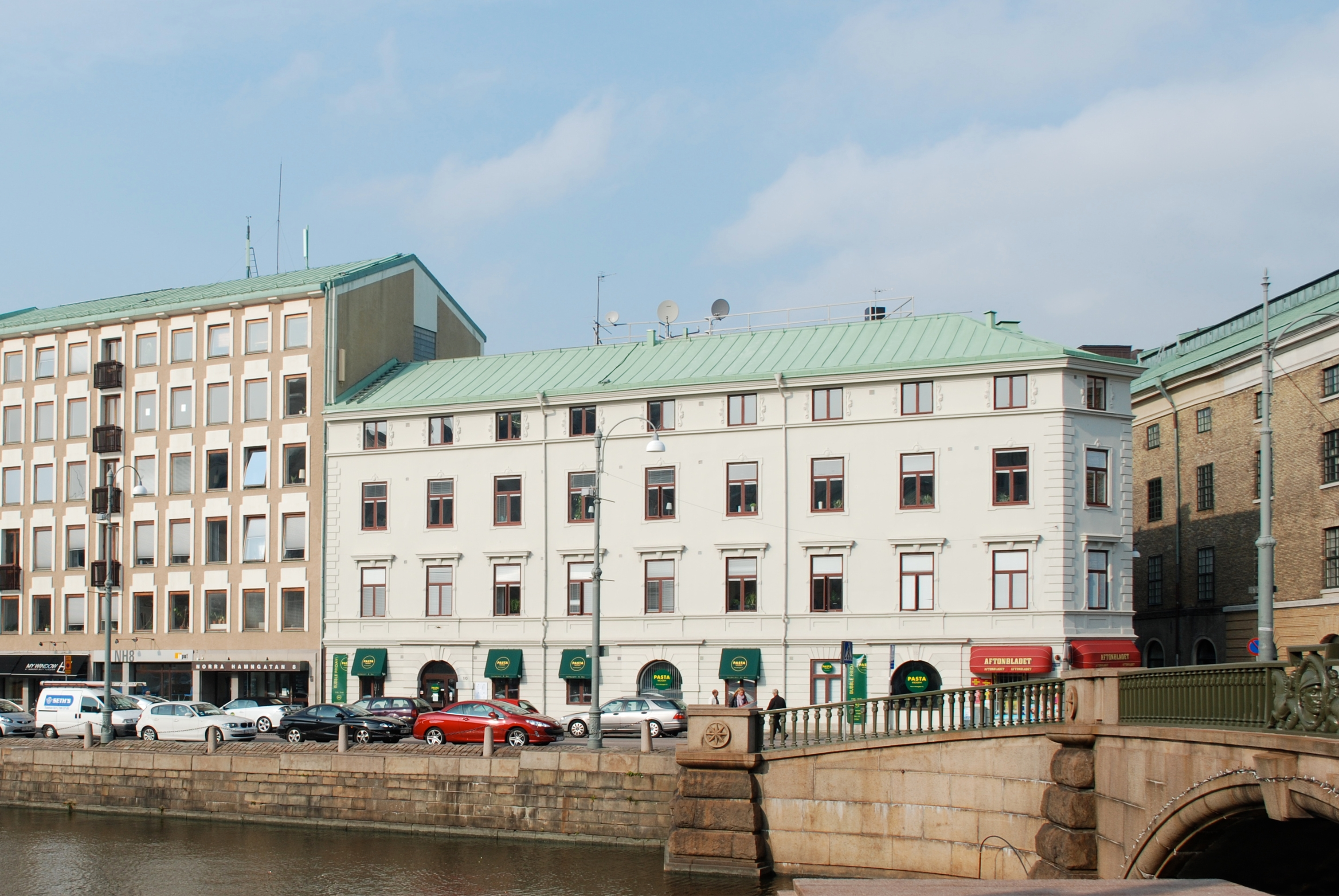
Bhoga Restaurang ligger i Radheska huset vid Kämpebron i Nordstaden.

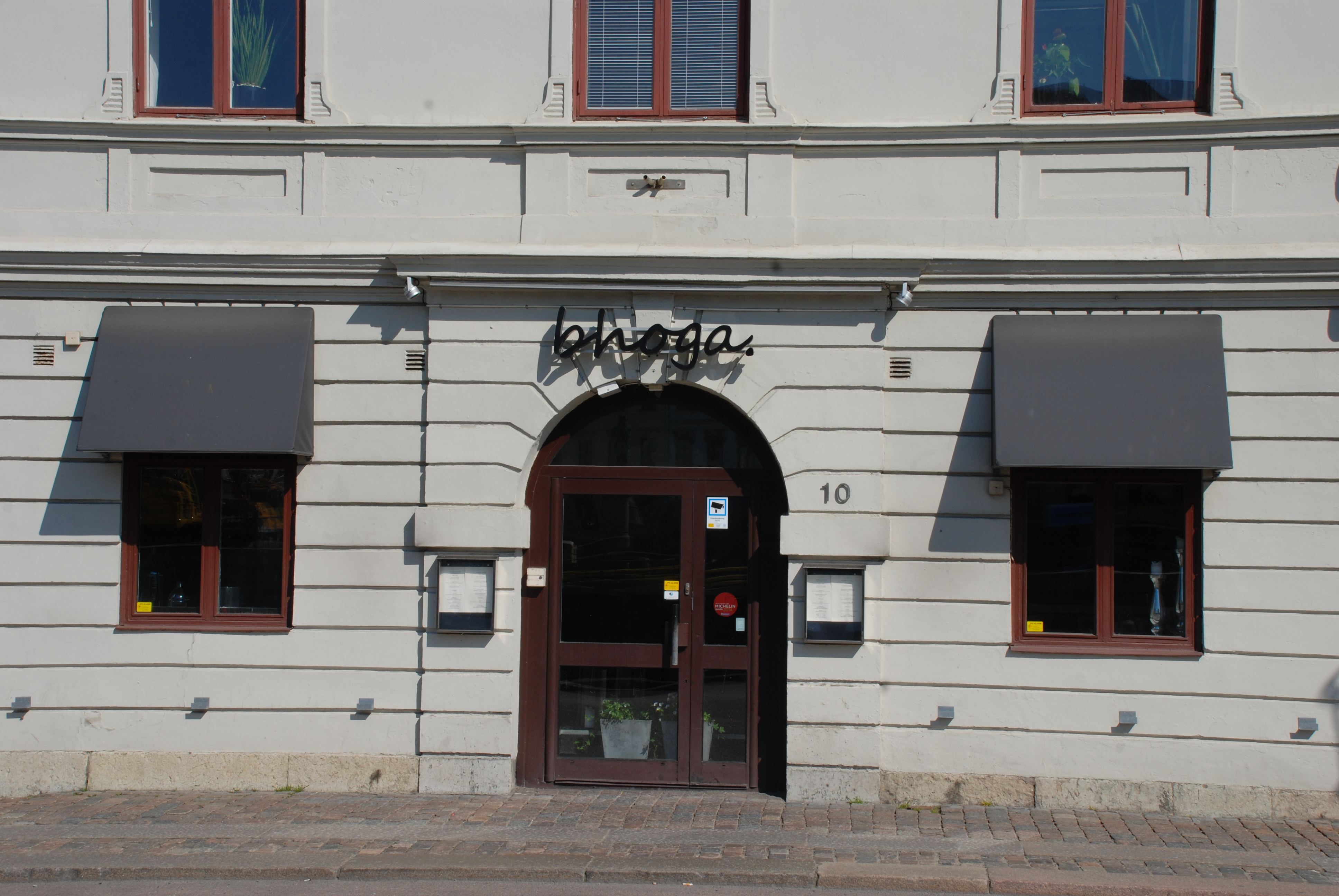
Entrén till Bhoga.

Bhoga är en restaurang i Radheska huset på Norra Hamngatan 10 i stadsdelen Nordstaden i Göteborg.
Bhoga öppnade 2012, drivs av Niclas Yngvesson och Gustav Knutsson, och tilldelades i mars 2014 en stjärna i Michelinguiden. Den utsågs till "Årets Bar", "Årets Stjärnskott" och "Årets Fyrfota Gastronomi" av White Guide i mars 2013.
Restaurangens namn kommer av ordet bhoga, som betyder njutning på sanskrit.
Bhoga stängde under år 2024 då Radheska huset skulle grundförstärkas.